# Aparecida de Goiânia
Pour les articles homonymes, voir Aparecida.
Aparecida de Goiânia est une ville brésilienne de l'État de Goiás. Sa population était estimée à 500 619 habitants en 2013. La municipalité s'étend sur 288 km2.

## Maires
| Période | Période | Identité       | Étiquette | Qualité |
| ------- | ------- | -------------- | --------- | ------- |
| 2009    | 2012    | Maguito Vilela | PMDB      |         |